# Cabo da Roca

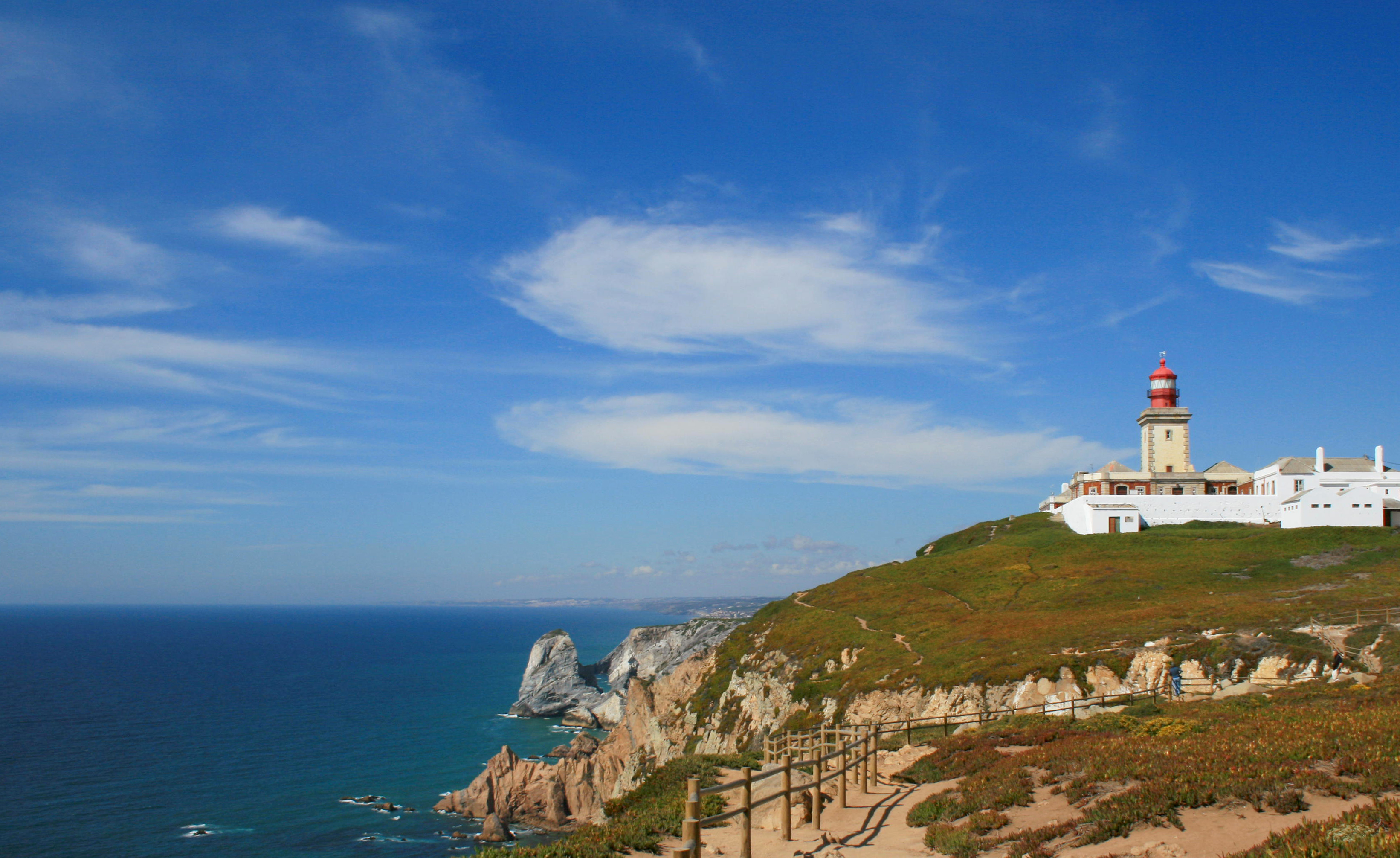
Ngọn Hải Đăng trên mũi Cabo da Roca

Cabo da Roca là mũi biển, điểm cực Tây của đại lục Bồ Đào Nha. Đồng thời cũng là điểm cực Tây của lục địa châu Âu.
Thuộc một địa điểm của quận Lisbol, cách Lisbol 40 km về phía Tây, trong công viên tự nhiên Serra de Sintra. Có tọa độ là 38°47′ Bắc 9°30′ Tây. Tại đây có một tấm bia đá khắc làm mốc.
Điểm cao nhất so với mặt nước Đại Tây Dương là 140 m. Trên đỉnh có một ngọn hải đăng và điểm du lịch nhỏ.
Ngày nay mũi biển này là một địa điểm hấp dẫn du lịch, với lượng khách tham quan nhiều.

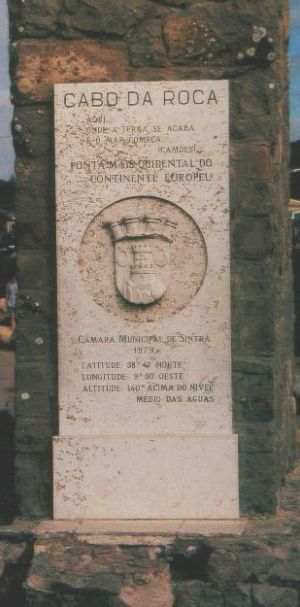
Tấm bia đá trên đài kỷ niệm